# فهرست افراد برروی تمبرهای عراق
این فهرستی از افرادیست که در عراق تصویرشان بر روی تمبر به چاپ رسیده‌است:

## ا
- احمد حسن البکر

## ص
- صدام حسین

## ع
- عبدالکریم قاسم
- عبدالسلام عارف
- عدنان خیرالله

## غ
- غازی اول پسر فیصل

## ف
- فیصل اول
- فیصل دوم

## م
- معروف الروسفی

## نگارخانه

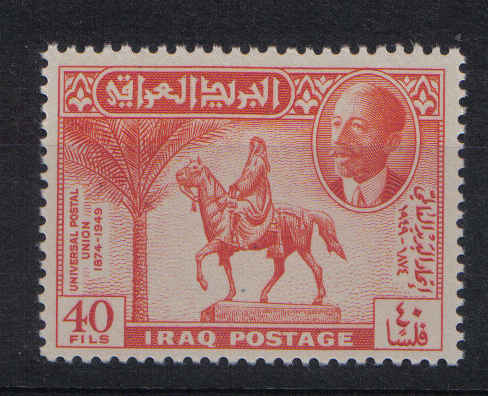
تمبر فیصل اول